# 爱德华·纳尔班江
爱德华·纳尔班江（1956年7月16日—），亚美尼亚政治人物。2008年起，担任亚美尼亚外交部长。

## 生平
纳尔班江生于亚美尼亚北部城市瓦纳佐尔，毕业于莫斯科国立国际关系学院。1992年至1998，担任驻埃及代理大使、大使。1999年，担任驻法大使。担任驻法大使期间，还兼任驻以色列、梵蒂冈、安道尔大使。2008年4月14日，纳尔班江被总统谢尔日·萨尔基相任命为外交部长。